# Ihr Kinderlein, kommet
Ihr Kinderlein, kommet (ursprünglich Die Kinder bey der Krippe) ist ein Weihnachtslied, dessen Text Christoph von Schmid wohl um 1808/10 verfasste, und das auf eine Melodie von Johann Abraham Peter Schulz aus dem Jahr 1794 gesungen wird.

## Herkunft

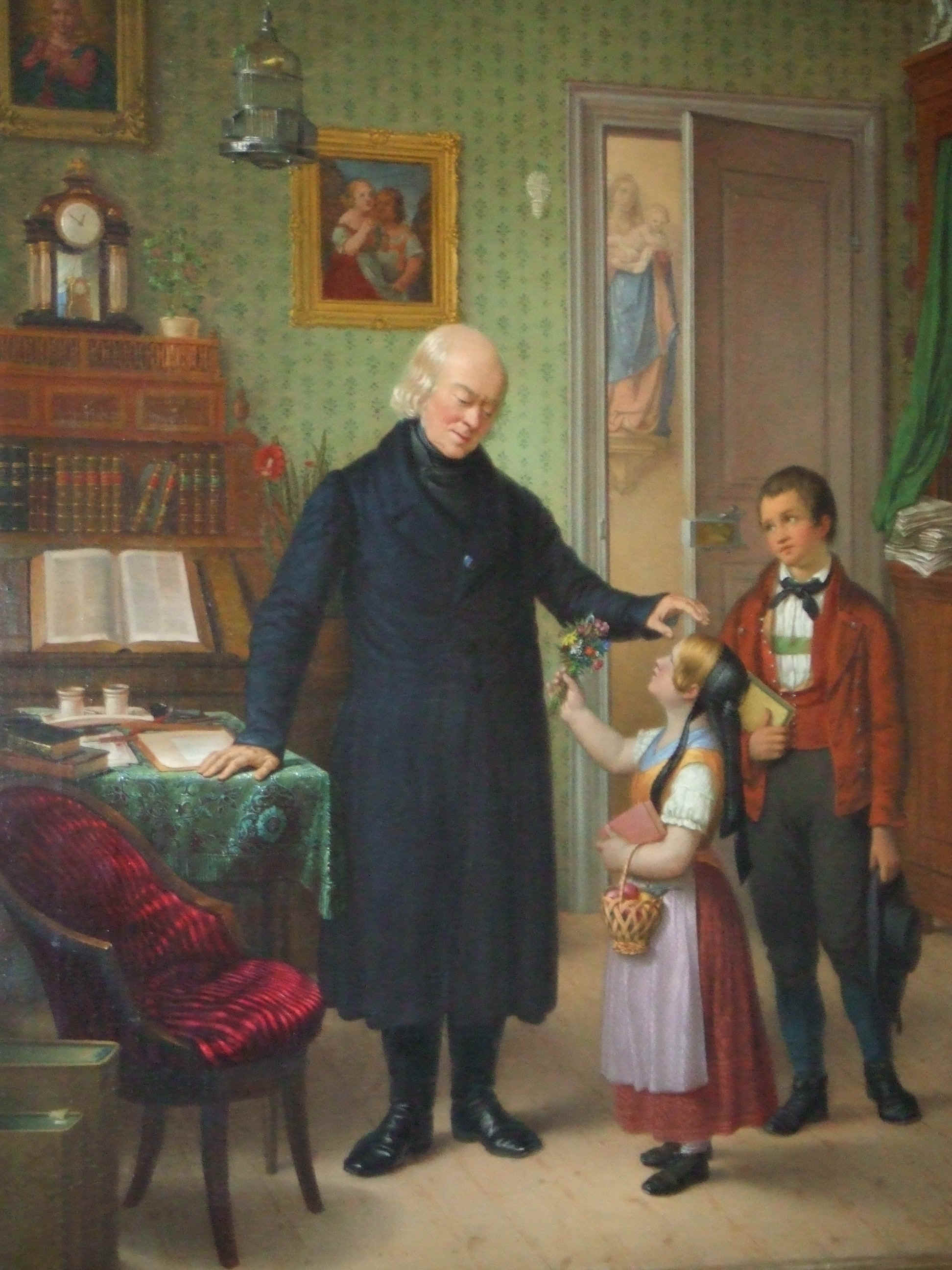
Liberat Hundertpfund: Christoph von Schmid in seiner Studierstube, Kinder segnend (1847)

Der katholische Pfarrer und geistliche Schriftsteller Christoph von Schmid (1768–1854) trat aus gläubiger Überzeugung und aus pädagogischer Berufung für Kinder auf.
Schmid schrieb daher rund 50 kleine Erzählungen mit pädagogischen Anliegen in einer für Kinder verständlichen Sprache. Er zeigte ihnen in Beispielgeschichten, wie Gott das Gute siegen lässt.
Besonders berühmt geworden ist sein ursprünglich achtstrophiges Weihnachtsgedicht Die Kinder bey der Krippe. Über die Entstehungszeit des Textes kursieren verschiedene, teils legendenhafte, Angaben. Einer heute verschollenen Chronik zufolge soll Schmid das Gedicht bereits vor 1795 während seiner Kaplanszeit in Nassenbeuren, heute Ortsteil von Mindelheim, in der barocken Kapelle Maria Schnee verfasst haben. Dafür gibt es allerdings keine Belege in den Briefen und Aufzeichnungen Schmids. Ein von Ursula Creutz erwähntes, auf 1794 datiertes, Autograph mit der Variante „Ihr Kinderchen kommet“ ist nicht auffindbar. Diese Datierung wird daher von der Forschung zurückgewiesen. Das Evangelische Gesangbuch, das katholische Gotteslob und Ulrich Parent nennen ohne Angabe von Quellen 1798 als Jahr der Textentstehung. Das derzeit einzig nachweisbare Autograph, das in der Staats- und Stadtbibliothek Augsburg verwahrt wird, stellt vermutlich die Urschrift des Gedichts dar, wie die vielen Korrekturen, Streichungen und Änderungen nahelegen, und keine Abschrift „mit stark korrigiertem Text“, wie Ursula Creutz meinte. Durch eine Wasserzeichenuntersuchung dieses Autographs konnte ermittelt werden, dass die Handschrift keinesfalls vor 1803, unter Berücksichtigung weiterer Indizien wohl um 1808/10 in Thannhausen entstand. Zu dieser Datierung passt auch, dass der Text zuerst 1811 in der von Schmid anonym herausgegebenen zweiten Auflage von Christliche Gesänge zur öffentlichen Gottesverehrung in Augsburg veröffentlicht wurde, noch nicht jedoch in der ersten Auflage von 1807. Erstmals mit Namensnennung des Autors wurde das Gedicht 1818 in Schmids Sammlung Blüthen, dem blühenden Alter gewidmet aufgenommen.

## Vertonungen
Zum Gedicht gibt es mehrere Vertonungen. Die früheste, wohl von Anton Höfer, seit 1793 Lehrer in Thannhausen, findet sich in einem Kantorenbuch, das für oder von Joseph Alois Singer (1786–1848, ab 1809 Kaplan in Thannhausen) 1825 angelegt wurde, als Singer Pfarrer in Unterbleichen war. Es wird heute im Institut für Volkskunde der Kommission für bayerische Landeskunde bei der Bayerischen Akademie der Wissenschaften aufbewahrt. Dieses Melodiebuch zu den Christlichen Gesängen zur öffentlichen Gottesverehrung. Deutsche Kirchenlieder mit und ohne Volksgesang für den Music-Chor in Unterbleichen dürfte eine Abschrift der ursprünglichen Melodien zum oben erwähnten Thannhausener Gesangbuch von 1811 darstellen. Diese Melodie wird mit wenigen Abwandlungen heute noch in Krumbach in der Christmette gesungen, ebenso in Waldstetten. Die Ausstellung zum Ihr Kinderlein kommet in der Staats- und Stadtbibliothek Augsburg (2018) konnte eine Fülle von verschiedenen historischen Vertonungen zu diesem Lied aus Süddeutschland, Österreich, dem Sudetenland und dem Banat finden, von welchen 9 im zugehörigen Ausstellungskatalog bearbeitet und eingesungen wurden. Eine Melodie ist die 1837 von Franz Xaver Luft vertonte.
Die Melodie von Franz Xaver Luft mit Begleitung, Regensburg 1837:
Hörbeispiel 1,37 MBⓘ
Bekannt geworden ist Ihr Kinderlein, kommet allerdings mit einer Melodie des Lüneburger Komponisten Johann Abraham Peter Schulz aus dem Jahr 1794. Zu dieser Zeit war Schulz Hofkapellmeister am dänischen Königshof in Kopenhagen, wo er auch seine musiktheoretischen Interessen pflegte. Er wollte mit volkstümlichen Liedern eine kulturelle und sittliche Förderung des Volkes erreichen. So veröffentlichte er bereits 1782, 1785 und 1790 drei Bände seiner Lieder im Volkston. Im gleichen Geist komponierte er auch die Melodie zu dem Frühlingsgedicht Wie reizend, wie wonnig ist alles umher von Wilhelm Gottlieb Becker, die später als Ihr Kinderlein, kommet bekannt wurde. Beckers Gedicht mit der Melodie erschien erstmals im Taschenbuch zum geselligen Vergnügen auf das Jahr 1795.
Die Melodie von J. A. P. Schulz 1794:
Hörbeispiel 1,11 MBⓘ
Ende 1829 unterlegte der Gütersloher Volksschullehrer und Organist Friedrich Hermann Eickhoff (1807–1886) dem Text von Schmids Gedicht erstmals die Melodie, die er in Schulz’ nachgelassenen Manuskripten gefunden hatte, und zu Weihnachten 1829 wurde das Lied in der Gütersloher Apostelkirche uraufgeführt. Er veröffentlichte das Lied 1832 in seiner Sammlung Sechzig deutsche Lieder für dreißig Pfennig, die zu einem Bestseller im C. Bertelsmann Verlag wurde. Dabei veränderte er die Schlusswendung der Melodie. In dieser Fassung ist sie bis heute am verbreitetsten und auch im Evangelischen Gesangbuch (EG 43) enthalten. Für das katholische Gotteslob von 2013 (GL 248) wurde dagegen die Melodiefassung von 1794 mit dem unveränderten Schlusstakt gewählt.
Die Melodie von Schulz in der Fassung von F. H. Eickhoff 1832:
Hörbeispiel 0,99 MBⓘ
Weitere Vertonungen stammen u. a. von Matthias Waldhör (1831), Franz Bühler (vor 1823) und Donat Müller (um 1850).
Zu der Melodie hat auch der Isländer Þorsteinn Erlingsson ein dort beliebtes Sommerlied getextet: „Nú blika við sólarlag“. In der Deutschschweiz wird zur selben Melodie das Abendlied „Ich ghöre es Glöggli“ gesungen.
Anlässlich des Jubiläumsjahres zum 250. Geburtstag Christoph von Schmids haben die Augsburger Domsingknaben ein neues Arrangement des bekannten Weihnachtsliedes aufgenommen. Der vierstimmige Chorsatz stammt von der Augsburger Domorganistin Claudia Waßner.

## Melodie und Liedtext
1. Ihr Kinderlein, kommet, o kommet doch all!

Zur Krippe her kommet in Betlehems Stall

und seht, was in dieser hochheiligen Nacht

der Vater im Himmel für Freude uns macht!

2. O seht in der Krippe, im nächtlichen Stall,

seht hier bei des Lichtleins hellglänzendem Strahl,

den lieblichen Knaben, das himmlische Kind,

viel schöner und holder, als Engelein  sind.

3. Da liegt es, das Kindlein, auf Heu und auf Stroh,

Maria und Josef betrachten es froh;

die redlichen Hirten knien betend davor,

hoch oben schwebt jubelnd der Engelein Chor.

4. Manch Hirtenkind trägt wohl mit freudigem Sinn

Milch, Butter und Honig nach Betlehem hin;

ein Körblein voll Früchte, das purpurrot glänzt,

ein schneeweißes Lämmchen mit Blumen bekränzt.

5. O betet: Du liebes, Du göttliches Kind

was leidest Du alles für unsere Sünd’!

Ach hier in der Krippe schon Armut und Not,

am Kreuze dort gar noch den bitteren Tod.

6. O beugt wie die Hirten anbetend die Knie,

erhebet die Hände und danket wie sie!

Stimmt freudig, ihr Kinder – wer wollt sich nicht freun? –

stimmt freudig zum Jubel der Engel mit ein!

7. Was geben wir Kinder, was schenken wir Dir,

du Bestes und Liebstes der Kinder, dafür?

Nichts willst Du von Schätzen und Freuden der Welt –

ein Herz nur voll Unschuld allein Dir gefällt.

8. So nimm unsre Herzen zum Opfer denn hin;

wir geben sie gerne mit fröhlichem Sinn –

und mache sie heilig und selig wie Dein’s,

und mach sie auf ewig mit Deinem nur Eins.